# 스크루드라이버

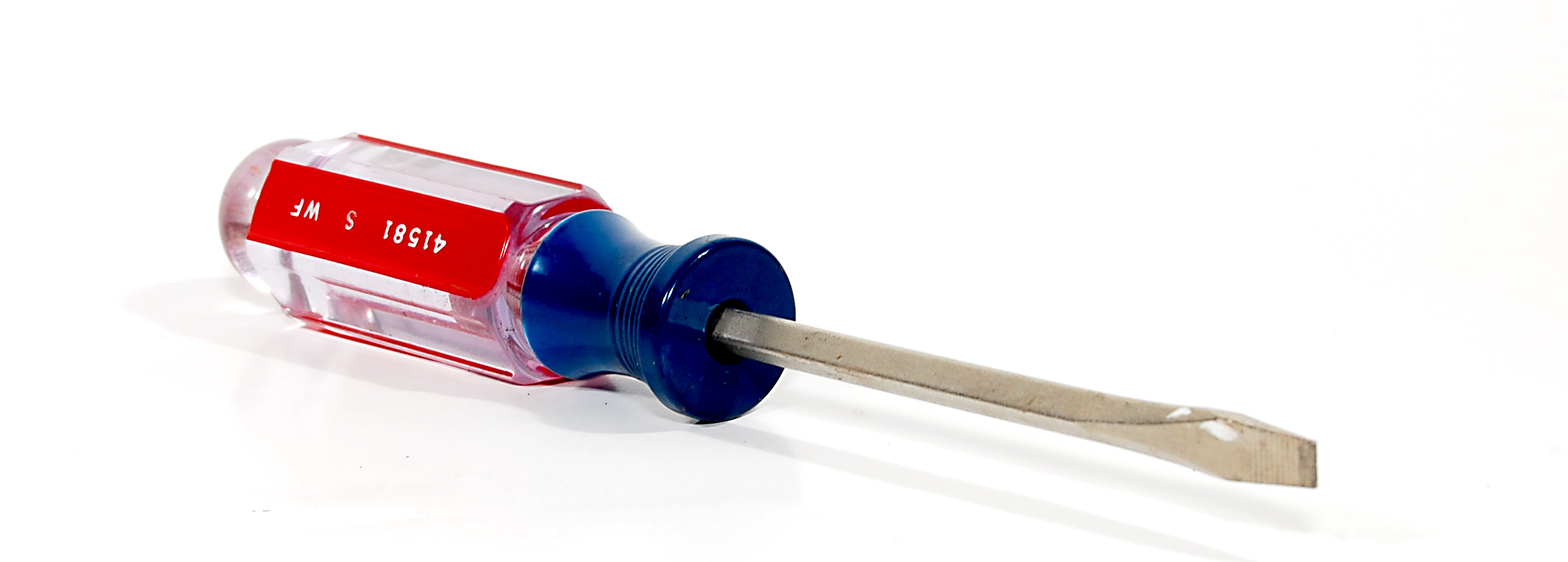
나사돌리개등(일자드라이버)의 모습.

스크루드라이버(screwdriver) 혹은 나사돌리개는 나사못을 조이거나 푸는 도구의 하나로서 수동과 자동식으로 나뉜다. 일반적인 단순 스크류드라이버는 손잡이가 있다. 손잡이는 일반적으로 목재, 금속, 플라스틱으로 이루어지며 단면으로 16각형, 사각형, 타원형으로 되어 있어서 잡는 것을 쉽게 하고 아래에 놓았을 때 도구가 구르는 것을 막아준다. 한편 드라이버의 끝 모양은 십자형이나 일자형 등이 있다.

## 역사
이 도구가 처음 문서에 언급된 것은 1475년부터 1490년 사이 어느 시기에 작성된 《볼프강 성의 중세 하우스북》(Housebook of Wolfegg Castle)에서이다.

## 악용
수동형 스크류드라이버는 노루발못뽑이, 끌과 같은 도구들의 대안으로 흔히 오용된다. 스크류드라이버는 이러한 목적을 위해 설계된 것이 아니며 이러한 이용은 도구의 끝부분을 손상시킬 수 있고 스크류드라이버가 미끄러지거나 망가지면 사용자에게 위해를 줄 수 있다.
스크류드라이버는 사람을 찌르는 무기로 사용되고 있으며 일반적으로 감옥에서는 사용이 엄격히 제한된다.

## 같이 보기
- 육각렌치
- 전동드릴